# BG/BRG Villach St. Martin
Das Gymnasium St. Martin ist ein Gymnasium mit Unter- und Oberstufe im Stadtteil St. Martin in Villach. Es ist eine AHS (Allgemeinbildende Höhere Schule) mit den Schulformen Gymnasium und Realgymnasium. Das Gymnasium bietet eine Tages- und eine Abendschule an. Außerdem wird als eine Besonderheit ein Schulschwerpunkt als bilingualer Zweig mit Englisch als Arbeitssprache angeboten. Es ist derzeit das größte Gymnasium Kärntens.

## Allgemein
Derzeit besuchen rund 1300 Schülerinnen und Schüler das Gymnasium, die von 130 Lehrerkräften in 46 Klassen am Vormittag und 4 Klassen am Abend unterrichtet werden. Außerdem wird für Schüler die Möglichkeit angeboten, eine Nachmittagsbetreuung in der Schule in Anspruch zu nehmen. Dabei können Schüler des Gymnasiums auch eine warme Mahlzeit als Mittagessen erhalten, das von den Schülern der Fachberufsschule für Tourismus in Villach gekocht und angeliefert wird. Die Schule bietet Freizeit- und Sportangebote wie Fußball, Basketball, Floorball oder Tischtennis an. Einmal in der Woche gibt es für Schüler die Möglichkeit, an der sogenannten Italienisch-Konversation teilzunehmen, bei der Hausaufgaben in italienischer Sprache verfasst werden. Ziel und Leitbild der Schule ist die Vermittlung von Allgemeinbildung auf hohem Niveau. Dies wird durch die Schwerpunkte der Schule in den Bereichen Sprachen (bilingualer Unterricht), Informationstechnologie und Naturwissenschaften ersichtlich. Das Motto der Schule lautet „Vorsprung durch Innovation“. Dies soll u. a. durch den verstärkten Unterricht im Bereich der Informatik zum Ausdruck kommen.
Das Gymnasium hat derzeit Partnerschulen in den USA, Italien und Frankreich. Neben der regulären Tagesschule gibt es eine Abendschule, die besonders von Berufstätigen wahrgenommen wird. Die Schule verfügt auch über eine eigene Bibliothek, in der derzeit rund 15.000 Medien zur Verfügung stehen.
Im Jahr 2012 wurde die letzte Generalsanierung des rund 5000 m² großen Schulareals abgeschlossen. Dieses wurde zu einem multifunktionalen Aufenthaltsort für die Schüler umgestaltet. Im Jahr 2009 wurde das Gymnasium vom Bundesministerium für Unterricht und Kunst aus 158 Schulen unter die besten 9 gewählt.

## Geschichte
Im Jahr 1938 gab es erstmals Pläne, die Oberschule für Mädchen in Villach, die sich zu dieser Zeit im Gymnasium Peraustraße (Peraugymnasium) befand, in eine eigenständige Schule umzuwandeln. Im Jahr 1946 wurden diese Pläne schließlich realisiert. Es entstand das Bundesrealgymnasium für Mädchen in Villach. Aufgrund einer Schulreform wurde im Jahr 1964 die Schule zum Bundesgymnasium für Mädchen. Im Jahr 1974 wurde daraus ein koedukativ geführtes Bundesgymnasium. Drei Jahre später fand die Eröffnung des Bundesgymnasiums für Berufstätige in Villach unter Direktor Wedam statt.

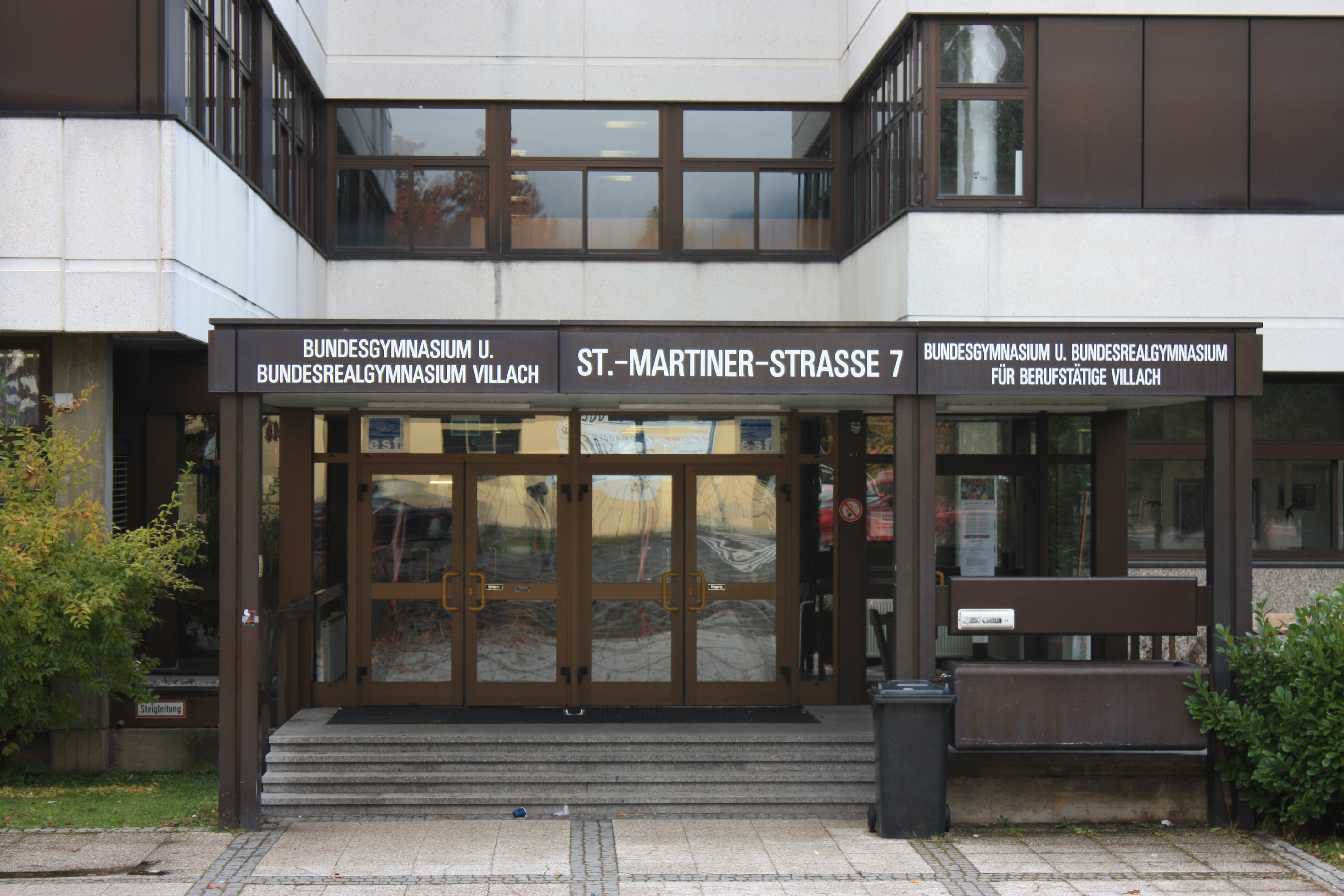
Bundesgymnasium und Bundesrealgymnasium St. Martin im November 2009

Bis ins Jahr 1979 wurde ein Neubau der Schule durchgeführt, der am 15. März offiziell eröffnet wurde. Im Jahr 1995 wurde ein bilingualer Zweig eingeführt, bei dem ein Großteil des Unterrichts in englischer Sprache angeboten wird. Seit dem Jahr 1996 bietet die Schule eine eigene Nachmittagsbetreuung an, die unabhängig vom regulären Unterricht geführt wird. Im Jahr 2000 kam der Zweig Informationstechnologie hinzu. Dieser bietet verstärkten Informatikunterricht ab der ersten Klasse. Im selben Jahr wurde die Schule von der Zeitschrift News als zweitbeste Bildungsstätte in Kärnten bewertet.
Ab dem Jahr 2001 wurde mit einem Umbau des Schulgebäudes begonnen. Es entstanden moderne EDV-Säle, neue Klassen- und Konferenzräume. Im Jahr 2007 wurde beschlossen, das damals bereits 30 Jahre alte Schulgebäude zu sanieren. Ebenso sollte die an das Hauptgebäude angebundene Mehrzweckhalle der Stadt Villach umgebaut werden. Nach mehrmaligen Terminverschiebungen begann im Jahr 2010 die Generalsanierung. Das Projekt hat rund 9,3 Millionen Euro gekostet. Die Arbeiten wurden im Jahr 2012 abgeschlossen. Im Jahr 2013 wurde ein neuer Turnsaal fertiggestellt und eröffnet.

## Kontroverse
Das mit einem Grundriss in Form eines Hakenkreuzes gebaute Schulgebäude wurde kontrovers diskutiert. Mit einem Umbau im Jahr 2012 bekam es eine rechteckige Form.